# Jeremy Alcoba
Jeremy Alcoba Ferrer (Tortosa, 15 novembre 2001) è un pilota motociclistico spagnolo.

## Carriera
Alcoba fa il suo esordio mondiale nel 2018 disputando tre gare, come pilota sostitutivo e wild card in Moto3 con il team Estrella Galicia 0,0 senza ottenere punti.
Nel 2019 corre nel CEV, vincendo il titolo, col team Laglisse Academy, su Husqvarna. Nel contempo, gareggia col Team Gresini nel mondiale Moto3, in Austria e a Silverstone, finendo rispettivamente 21º e 14º, e 33º in campionato. Corre anche il GP di Valencia con lo stesso team, sempre nel mondiale Moto3.
Nel 2020 corre in Moto3 con una Honda NSF250R del team Kömmerling Gresini. Il compagno di squadra è Gabriel Rodrigo. Ottiene un terzo posto in Portogallo e termina la stagione all'11º posto con 87 punti.
Nel 2021 rimane nello stesso team. Ottiene un secondo posto in Catalogna, un terzo posto in Spagna e una pole position in Olanda e termina la stagione al dodicesimo posto con 86 punti. Nelle qualifiche del Gran Premio d'Italia, sul circuito del Mugello, rimane coinvolto, suo malgrado, nell'incidente nel quale perde la vita Jason Dupasquier. Nel 2022 passa alla classe Moto2 del Motomondiale. Gareggia con una Kalex del team Liqui Moly Intact GP; il compagno di squadra è Marcel Schrötter. Totalizza 72 punti chiudendo al diciottesimo posto in classifica. Nel 2023 rimane in Moto2 ingaggiato dal team Gresini Racing (con cui aveva già corso in precedenza), il compagno di squadra è Filip Salač. Ottiene, come miglior risultato in gara, due quarti postiː in Texas e Australia; conclude il campionato al diciottesimo posto.
Nel 2024 passa al team Yamaha VR46 Master Camp con Ayumu Sasaki come compagno di squadra. Ottiene due quarti posti, come migliori risultati in gara, e si classifica quindicesimo.

## Risultati in gara

### Motomondiale
| 2018 | Classe | Moto  |  |  |  |     |  |  |  |  |  |  |  |  |  |    |    |  |  |  |  |  | Punti | Pos. |
| ---- | ------ | ----- |  |  |  | --- |  |  |  |  |  |  |  |  |  | -- | -- |  |  |  |  |  | ----- | ---- |
| 2018 |        | Honda |  |  |  | Rit |  |  |  |  |  |  |  |  |  | 23 | 18 |  |  |  |  |  | 0     |      |

| 2019 | Classe | Moto  |  |  |  |  |  |  |  |  |  |  |    |    |  |  |  |  |  |  |    |  | Punti | Pos. |
| ---- | ------ | ----- |  |  |  |  |  |  |  |  |  |  | -- | -- |  |  |  |  |  |  | -- |  | ----- | ---- |
| 2019 | Moto3  | Honda |  |  |  |  |  |  |  |  |  |  | 21 | 14 |  |  |  |  |  |  | NP |  | 2     | 33º  |

| 2020 | Classe | Moto  |   |    |   |   |    |     |   |    |    |     |   |    |   |    |   |  |  |  |  |  | Punti | Pos. |
| ---- | ------ | ----- | - | -- | - | - | -- | --- | - | -- | -- | --- | - | -- | - | -- | - |  |  |  |  |  | ----- | ---- |
| 2020 | Moto3  | Honda | 7 | 15 | 7 | 7 | 14 | Rit | 4 | 13 | 19 | Rit | 6 | 15 | 8 | 10 | 3 |  |  |  |  |  | 87    | 11º  |

| 2021 | Classe | Moto  |     |     |    |   |    |    |   |   |    |    |    |    |     |    |   |    |   |    |  |  | Punti | Pos. |
| ---- | ------ | ----- | --- | --- | -- | - | -- | -- | - | - | -- | -- | -- | -- | --- | -- | - | -- | - | -- |  |  | ----- | ---- |
| 2021 | Moto3  | Honda | Rit | Rit | 14 | 3 | 22 | 15 | 2 | 4 | 10 | 18 | 14 | 21 | Rit | 16 | 6 | 14 | 4 | 15 |  |  | 86    | 12º  |

| 2022 | Classe | Moto  |    |    |    |   |   |    |    |    |    |    |    |    |    |    |     |     |     |   |   |   | Punti | Pos. |
| ---- | ------ | ----- | -- | -- | -- | - | - | -- | -- | -- | -- | -- | -- | -- | -- | -- | --- | --- | --- | - | - | - | ----- | ---- |
| 2022 | Moto2  | Kalex | 14 | 14 | 16 | 6 | 6 | 12 | 13 | 17 | 18 | 20 | 14 | 14 | 10 | 10 | Rit | Rit | Rit | 6 | 9 | 8 | 72    | 18º  |

| 2023 | Classe | Moto  |    |    |   |    |    |     |    |    |    |    |    |    |     |    |    |   |    |    |    |    | Punti | Pos. |
| ---- | ------ | ----- | -- | -- | - | -- | -- | --- | -- | -- | -- | -- | -- | -- | --- | -- | -- | - | -- | -- | -- | -- | ----- | ---- |
| 2023 | Moto2  | Kalex | 10 | 17 | 4 | 16 | 13 | Rit | 16 | 15 | 11 | 12 | 15 | 16 | Rit | 16 | 20 | 4 | 13 | 12 | 15 | 15 | 47,5  | 18º  |

| 2024 | Classe | Moto  |    |    |   |   |    |   |     |    |    |   |    |    |    |    |    |   |    |     |     |     | Punti | Pos. |
| ---- | ------ | ----- | -- | -- | - | - | -- | - | --- | -- | -- | - | -- | -- | -- | -- | -- | - | -- | --- | --- | --- | ----- | ---- |
| 2024 | Moto2  | Kalex | 12 | 11 | 8 | 8 | 11 | 4 | Rit | 13 | 14 | 7 | 24 | 21 | 17 | 15 | 13 | 4 | 11 | Rit | Rit | Inf | 79    | 15º  |

| Legenda | 1º posto        | 2º posto            | 3º posto            | A punti      | Senza punti        | Grassetto – Pole position Corsivo – Giro più veloce |
| Legenda | Gara non valida | Non qual./Non part. | Ritirato/Non class. | Squalificato | '-' Dato non disp. | Grassetto – Pole position Corsivo – Giro più veloce |

### Campionato mondiale Supersport
| 2025 | Moto     |    |   |   |   |    |   |    |   |    |    |   |   |   |   |    |     |  |  |  |  |  |  |  |  | Punti | Pos. |
| ---- | -------- | -- | - | - | - | -- | - | -- | - | -- | -- | - | - | - | - | -- | --- |  |  |  |  |  |  |  |  | ----- | ---- |
| 2025 | Kawasaki | 10 | 5 | 9 | 6 | 10 | 7 | 13 | 9 | 10 | 14 | 7 | 5 | 7 | 8 | 14 | Rit |  |  |  |  |  |  |  |  | 107   |      |

| Legenda | 1º posto        | 2º posto            | 3º posto           | A punti      | Senza punti        | Grassetto – Pole position Corsivo – Giro più veloce |
| Legenda | Gara non valida | Non qual./Non part. | Ritirato/Non class | Squalificato | '-' Dato non disp. | Grassetto – Pole position Corsivo – Giro più veloce |